# Magnicourt-sur-Canche
Magnicourt-sur-Canche è un comune francese di 110 abitanti situato nel dipartimento del Passo di Calais nella regione dell'Alta Francia.

## Società

### Evoluzione demografica
Abitanti censiti